# Encentrum felis
Encentrum felis är en hjuldjursart som först beskrevs av Müller 1773.  Encentrum felis ingår i släktet Encentrum och familjen Dicranophoridae. Inga underarter finns listade i Catalogue of Life.